# Musée d'histoire naturelle de Londres
Pour les articles homonymes, voir BMNH.
Le musée d’histoire naturelle de Londres (Natural History Museum ou BMNH) est l'un des trois grands musées installés le long de Exhibition Road, dans le quartier de Kensington à Londres (les deux autres sont le Science Museum et le Victoria and Albert Museum). Il accueille des collections de sciences de la vie et de la terre (environ 70 millions de spécimens). Rempli des trouvailles de l'ex-empire colonial, il compte notamment les collections apportées par l'explorateur James Cook et le naturaliste Charles Darwin.

## Description
Le musée est notamment connu pour son hall d’entrée que dominait le squelette d’un diplodocus car celui-ci fut remplacé par le squelette d'une baleine. L'architecte a fait pour les parties intérieures et extérieures un grand usage de briques de terre cuite pour résister à l'atmosphère londonienne riche en suie de l’époque victorienne. Des bas-reliefs de plantes, d’animaux et de fossiles décorent ces briques.

L’axe central du musée est aligné avec la tour de Imperial College, le Royal Albert Hall et l’Albert Memorial plus au nord, qui font partie du complexe appelé « Albertopolis ».
Ce musée abrite cinq collections majeures dans les domaines suivants :
- botanique ;
- entomologie ;
- minéralogie ;
- paléontologie ;
- zoologie.

## Histoire
La fondation de la collection est celle du médecin de l’Ulster, Sir Hans Sloane (1660-1753), qui permit au gouvernement britannique d’acheter ses importantes collections à un prix bien inférieur à leur valeur marchande de l’époque.
Sa collection, qui comprenait notamment des milliers de plantes séchées et des squelettes (animaux et humains) fut d’abord accueillie dans la Montague House du quartier de Bloomsbury en 1756. Elle faisait alors partie du British Museum. La majeure partie de la collection Sloane avait disparu au début du XIXe siècle. George Shaw, conservateur d'histoire naturelle de 1806 à 1813, a vendu de nombreux spécimens au Royal College of Surgeons et a procédé à des crémations périodiques de matériel dans l'enceinte du musée. Ses successeurs ont également demandé aux administrateurs la permission de détruire des spécimens pourris. En 1833, le rapport annuel indique que, sur les 5 500 insectes énumérés dans le catalogue Sloane, il n'en restait aucun. À la fin des années 1850, Sir Richard Owen (1804-1892), responsable du département d’histoire naturelle du British Museum a estimé que ce département avait besoin d’un bâtiment spécifique et plus grand.
Après acquisition d’un terrain, un concours d'architectes fut organisé en 1864 pour imaginer le nouveau musée. La compétition fut remportée par le capitaine Francis Fowke (en) (1823-1865) qui mourut peu de temps après. Son projet fut alors repris par Alfred Waterhouse (1830-1905) qui le modifia de manière importante et conçut les façades dans un style néoroman. La construction dura de 1873 à 1880.
Le nouveau musée ouvrit en 1881, mais le transfert de l'ancien musée dura jusqu’en 1883.
Le musée est resté un département du British Museum jusqu’en 1963. Son nom était le British Museum (Natural History), souvent abrégé B.M.(N.H.) dans la littérature scientifique. En 1963, le musée devint indépendant avec son propre conseil d’administration. En 1986, il absorba le Geological Museum du British Geological Survey. Cependant, il faut attendre la loi de 1992 (Museums and Galleries Act) pour que le nom « musée d’histoire naturelle » (Natural History Museum) remplace celui de British Museum (Natural History).

## Muséographie
En 1917 les salles de minéralogie issues du Geological Museum furent complètement réaménagées sous la forme d’une exposition multimédia appelée « Earth Galleries » alors que les autres départements étaient rebaptisés « Life Galleries ». Les salles de minéralogie issues du musée d’histoire naturelle restèrent inchangées comme témoins du XIXe siècle.
Le nouveau Darwin Centre (ainsi nommé en hommage à Charles Darwin) contient une collection de plusieurs millions de spécimens, des équipements interactifs et des espaces de travail réservés au personnel scientifique.

## Pièces remarquables
- Une reproduction très réaliste de moa géant ;
- une section de séquoia géant ;
- les premières dents d'Iguanodon, découverte par Richard Owen ;
- un nautile sculpté ayant appartenu à Hans Sloane ;
- plusieurs espèces de cétacés, notamment une baleine bleue, naturalisées ;
- Le Dodo, attribué à Roelandt Savery.

## Pédagogie et vulgarisation scientifique
Des conférences et des démonstrations sont organisées tous les jours et parfois diffusées sur Internet.
Cet espace partagé est conçu pour rapprocher les visiteurs des scientifiques au travail.
- La première phase du projet Darwin Centre est achevée et accueille les collections d’organismes conservés dans l’alcool du département de zoologie ;
- La deuxième phase permettra d’accueillir également les collections entomologiques et botaniques.

## Galerie

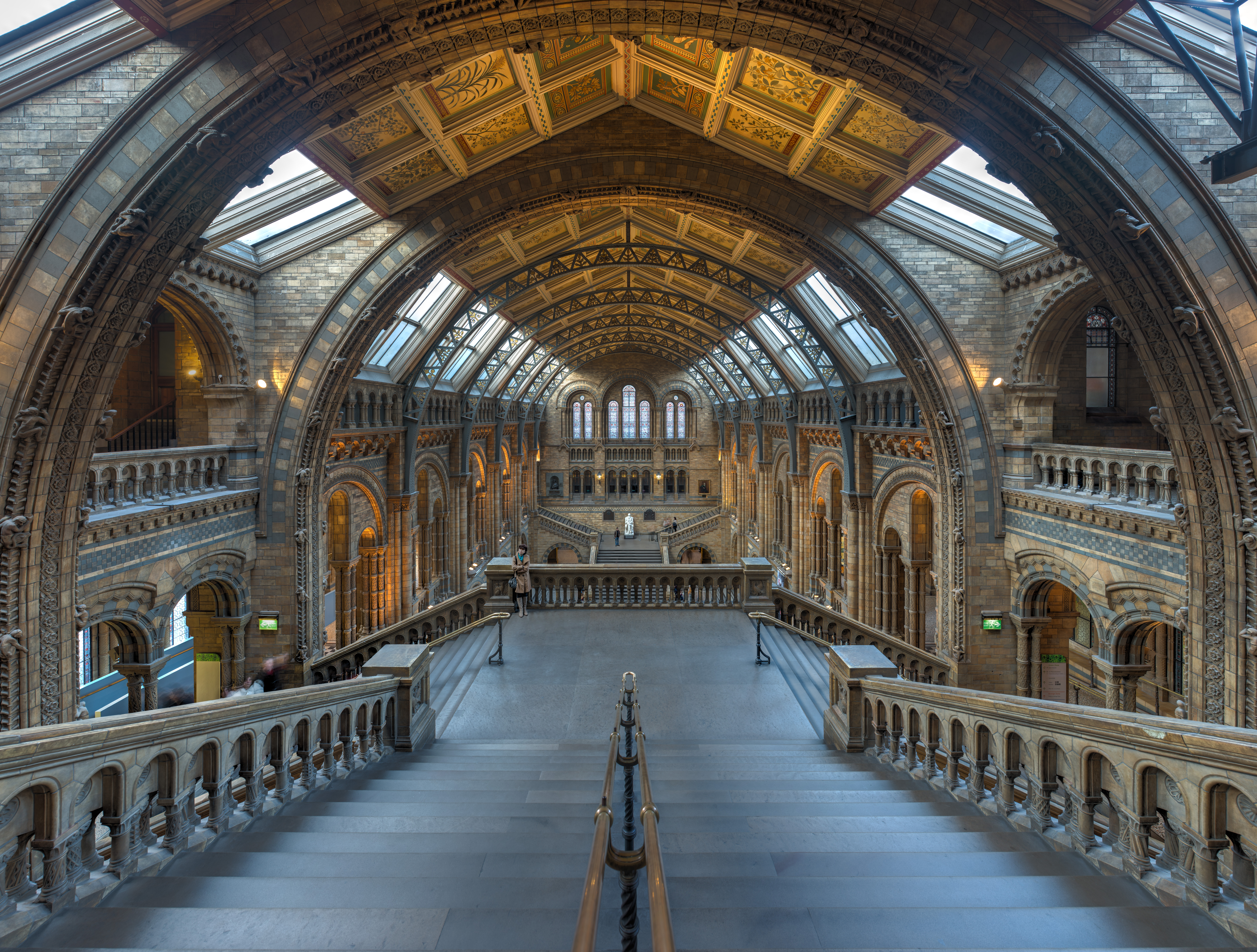
Grand hall du musée.
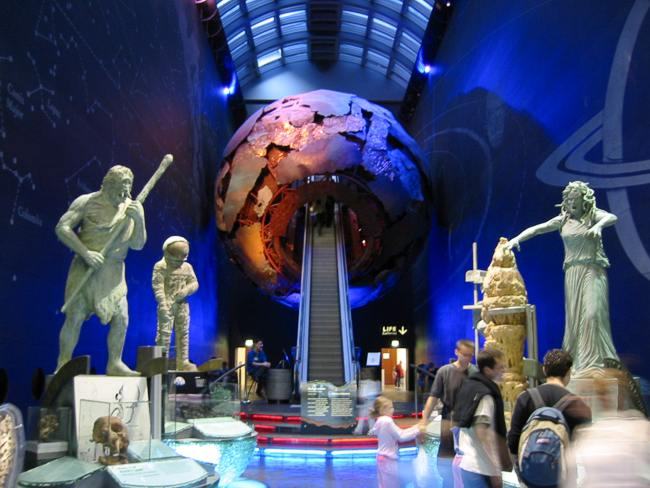
Entrée de la Earth gallery.
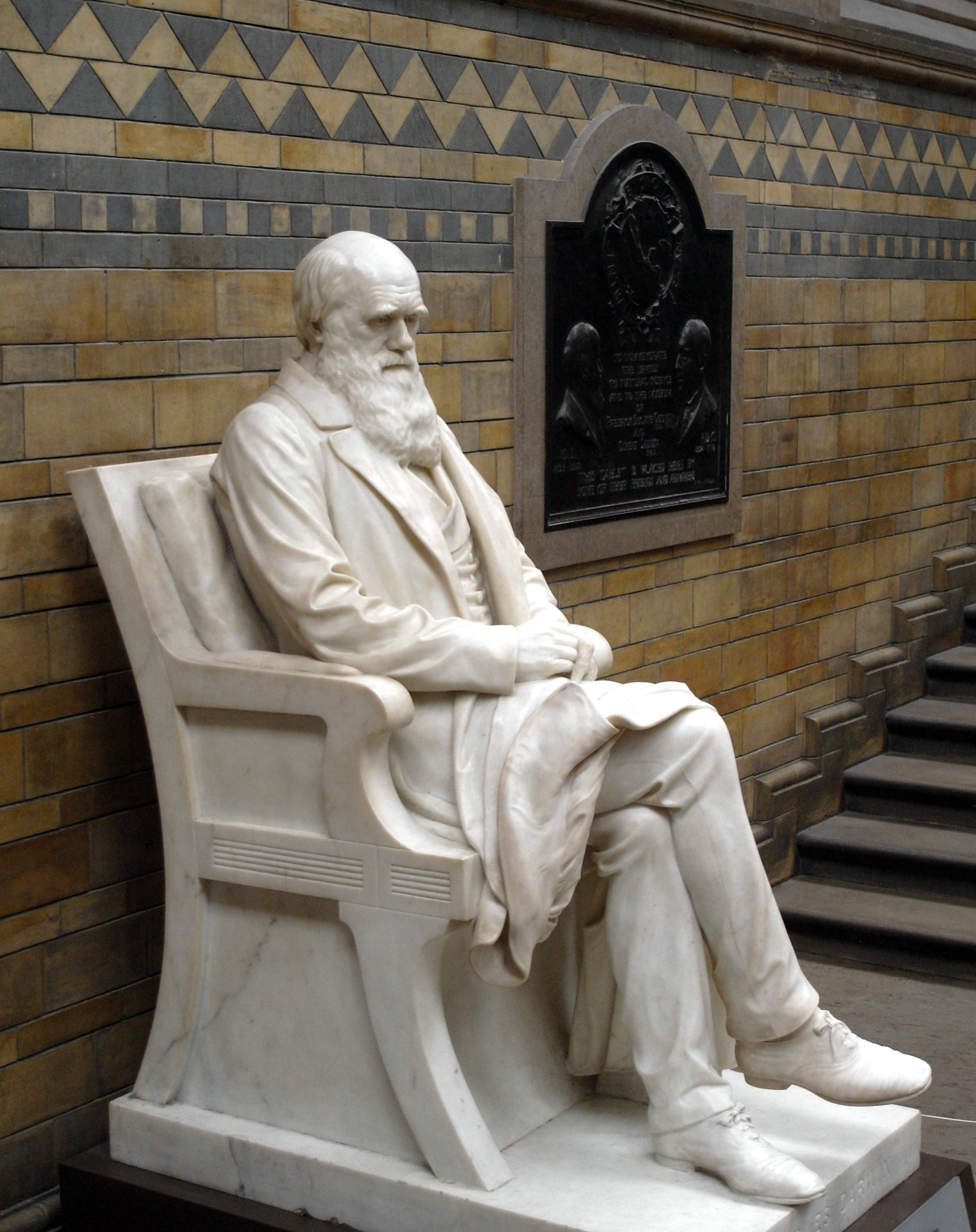
Statue de Charles Darwin par Joseph Boehm.
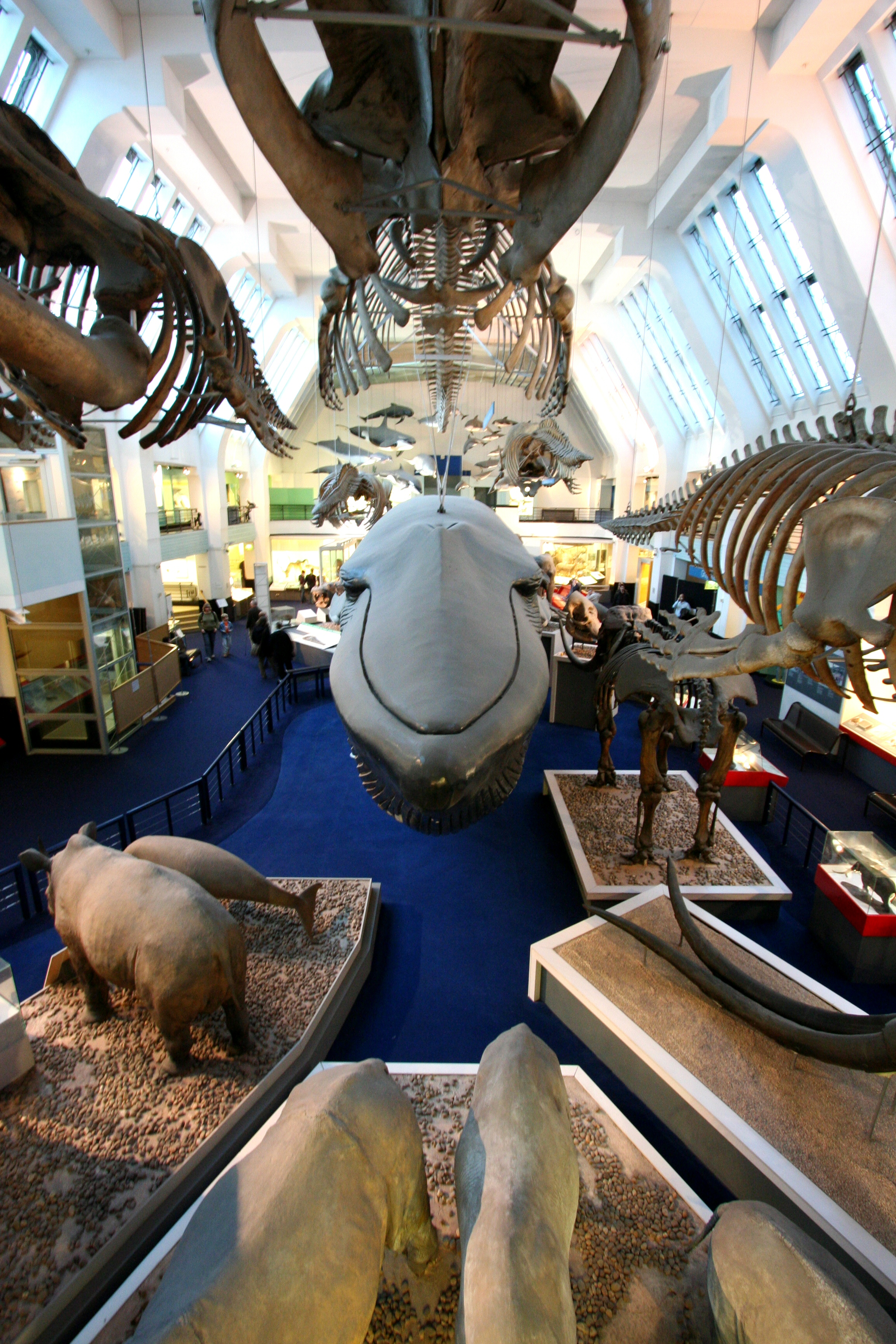
Galerie des Grands mammifères.
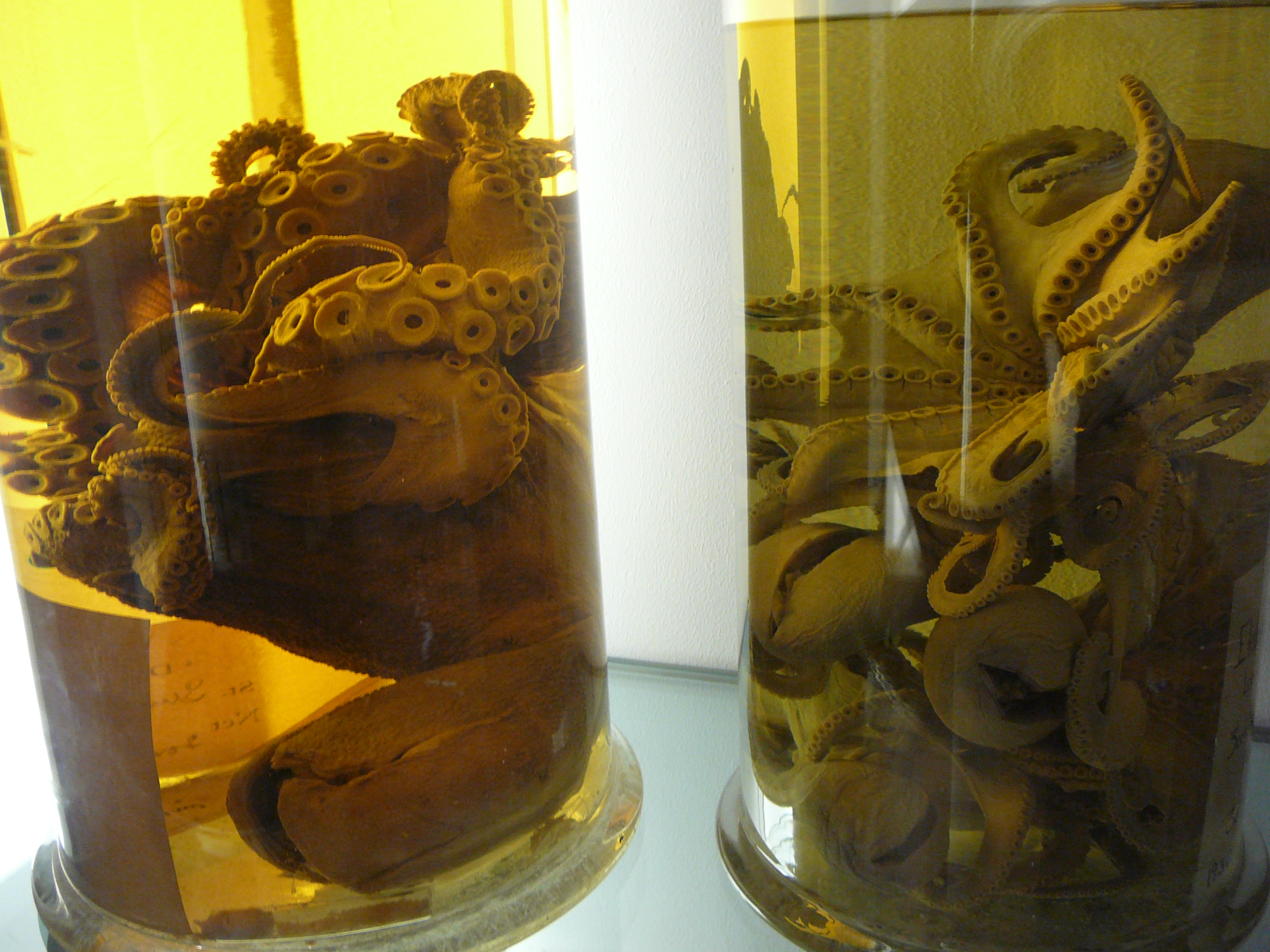
Pieuvres dans des bocaux de formol.
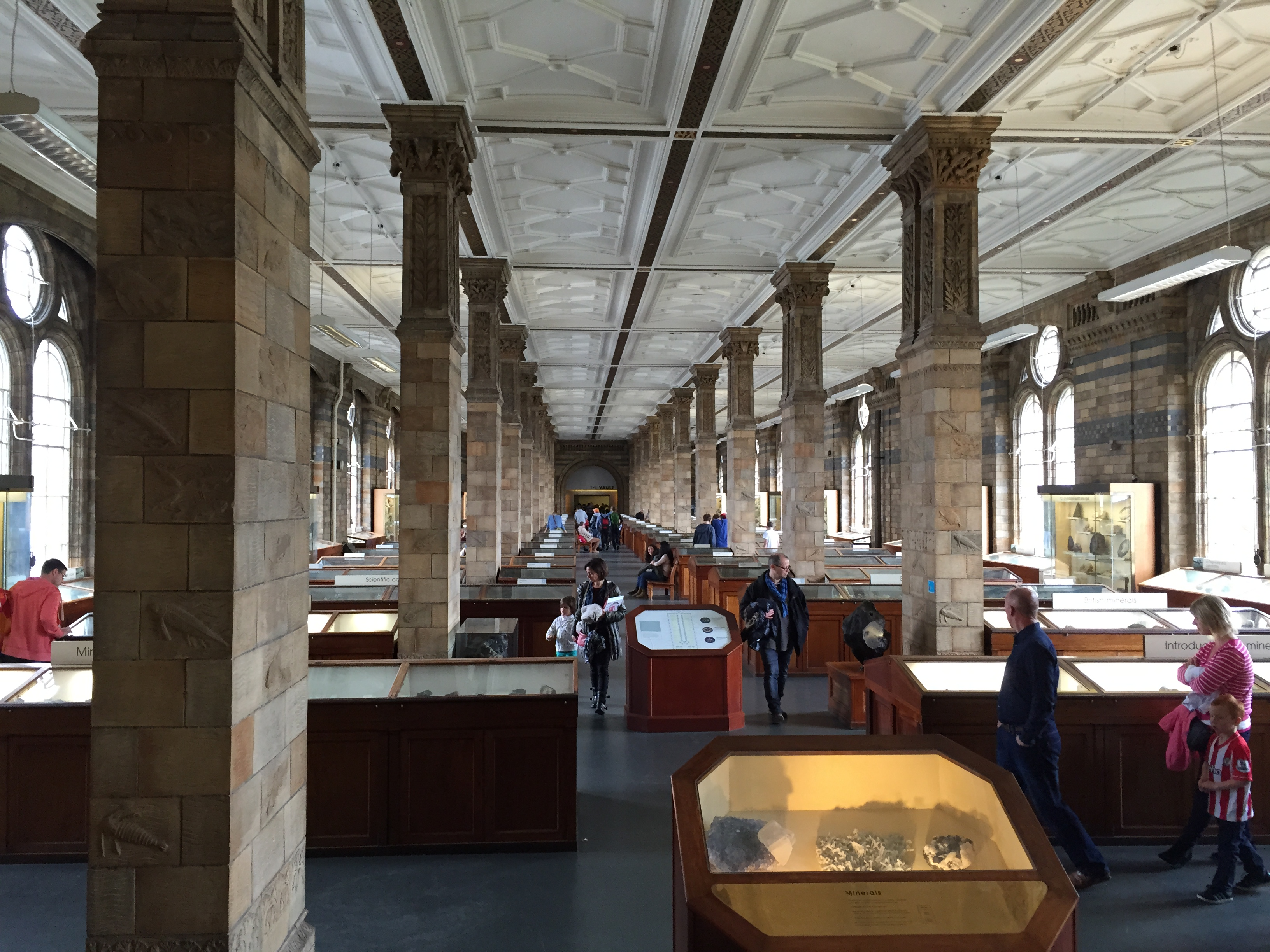
Collection de minéraux.
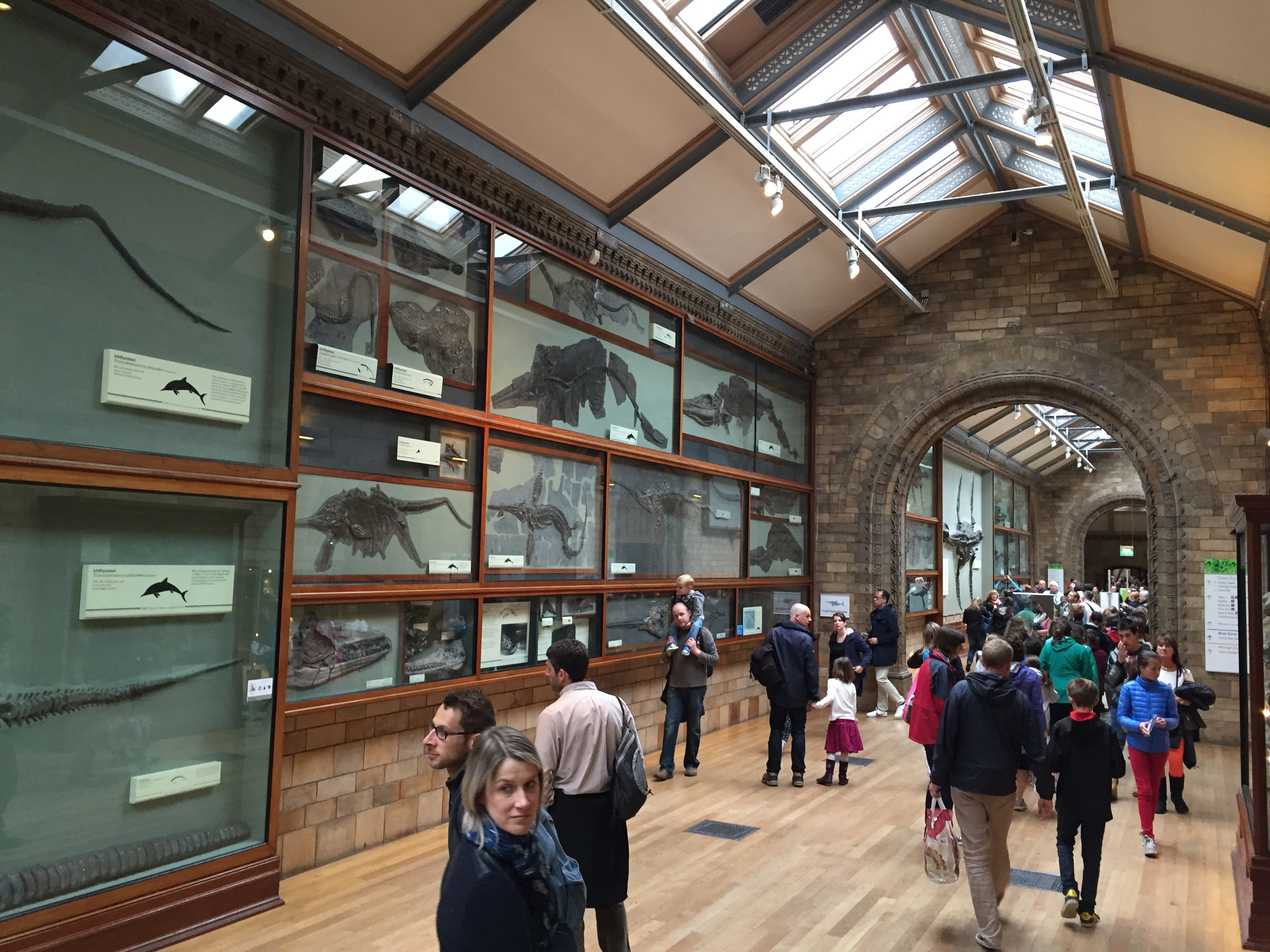
Collection de fossiles.
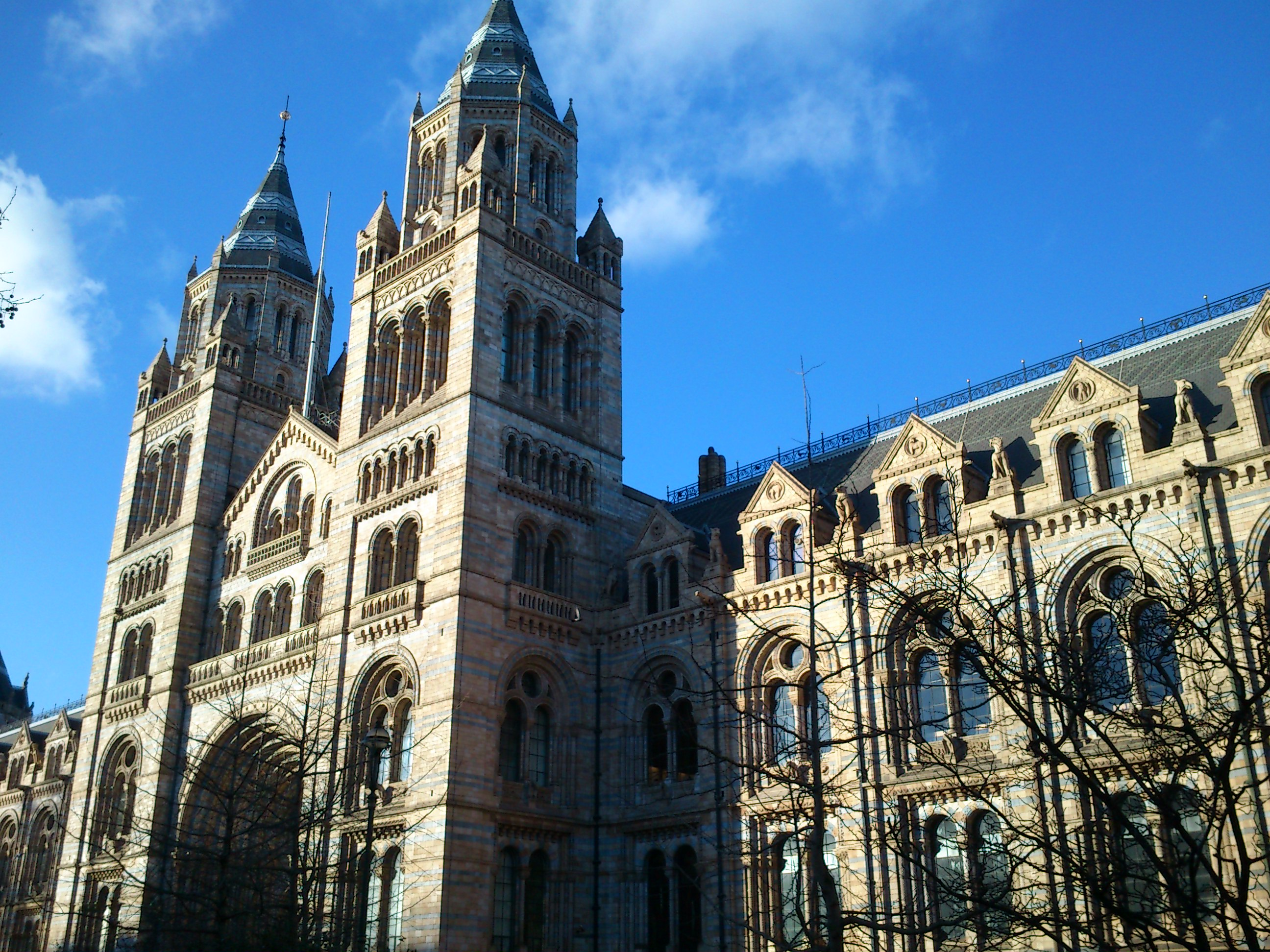
Musée d'histoire naturelle de Londres
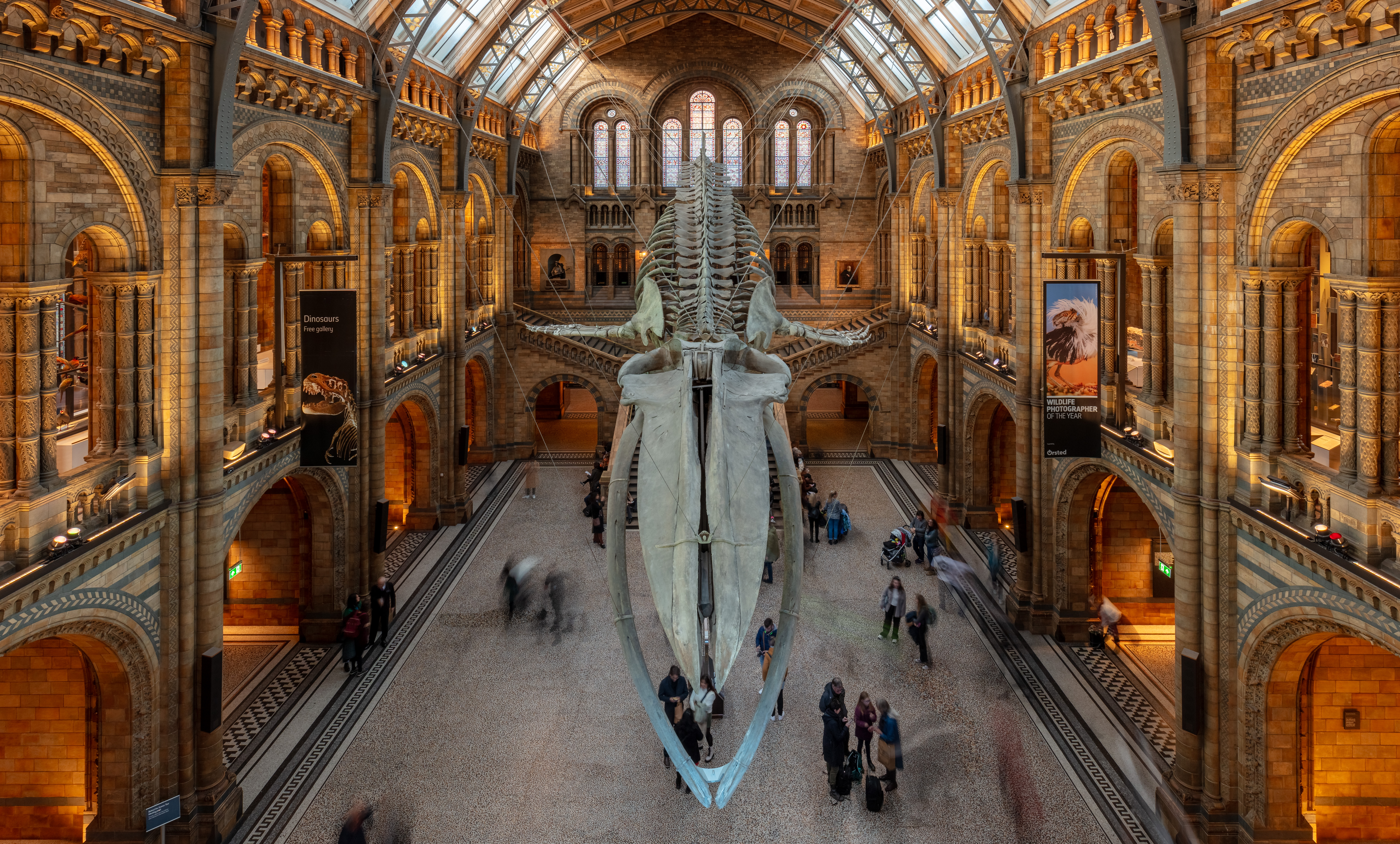
Squelette de baleine bleue, dénommé Hope, exposé au musée. Novembre 2022.